# Jaroslav Srb
Jaroslav Srb (19. srpna 1921 – 21. prosince 1985) byl český a československý politik Československé strany lidové, poslanec České národní rady, Sněmovny národů a Sněmovny lidu Federálního shromáždění za normalizace.

## Biografie
K roku 1969 se uvádí původní profesí coby advokát, bytem Mladá Boleslav. Absolvoval Právnickou fakultu Univerzity Karlovy a v době svého nástupu do parlamentu pracoval jako člen advokátní poradny v Mladé Boleslavi. Byl předsedou MO ČSL, členem předsednictva Okresního výboru ČSL a členem Krajského výboru ČSL. Zároveň zasedal v radě MěNV, byl předsedou komise OVP a členem pracovněprávní komise OOR.
Po provedení federalizace Československa usedl v lednu 1969 do Sněmovny národů Federálního shromáždění. Do federálního parlamentu ho nominovala Česká národní rada, kde rovněž zasedal. Ve volbách v roce 1971 přešel do Sněmovny lidu (volební obvod Středočeský kraj). Mandát obhájil ve volbách v roce 1976 (obvod Mladá Boleslav) a volbách v roce 1981 (obvod Benátky nad Jizerou) a zasedal zde až do své smrti roku 1985. K roku 1985 je zmiňován jako člen předsednictva Ústředního výboru Československé strany lidové a místopředseda Federálního shromáždění.